# Mine de Phoenix (Nevada)
Pour les articles homonymes, voir Mine de Phoenix.
La mine de Phoenix  est une mine à ciel ouvert de cuivre située au Nevada aux États-Unis,.